# پیز مینشونز
پیز مینشونز (به لاتین: Piz Minschuns) یک کوه در سوئیس است که در کانتون گراوبوندن واقع شده‌است. پیز مینشونز ۲٬۹۳۴ متر بالاتر از سطح دریا واقع شده‌است.